# Општина Хидишелу Де Сус (Бихор)
Хидишелу Де Сус (рум. Hidişelu De Sus) општина је у Румунији у округу Бихор.
Oпштина се налази на надморској висини од 280 m.